# 秦從龍
秦從龍（1296年—1365年），字元之，河南洛陽人。
其早年于元朝為官，官至江南行台侍御史。后在鎮江避兵亂。徐達攻打鎮江時，朱元璋對其說：“我聽說秦從龍有才能，你應當去拜訪，帶去我想拜訪他的意向。”徐達攻下后拜訪秦從龍。朱元璋命其子文正、侄李文忠為其造房迎接。后秦從龍到來，朱元璋親自在龍江迎接。當時朱元璋居住在民家，於是邀請秦從龍同住，并朝夕商談時事。秦從龍對答縝密，左右都不知道其想法。元朝至正二十五年，秦從龍子去世，於是請辭還鄉。朱元璋送其至郊外。后秦從龍得病年終，朱元璋親自去其家祭奠并厚恤其家。